# Aeroporto Internazionale di Belgorod
L'aeroporto di Belgorod (in russo: Аэропорт Белгород) è un aeroporto internazionale situato a 4 km a nord di Belgorod, nell'omonimo oblast', in Russia europea.

## Storia

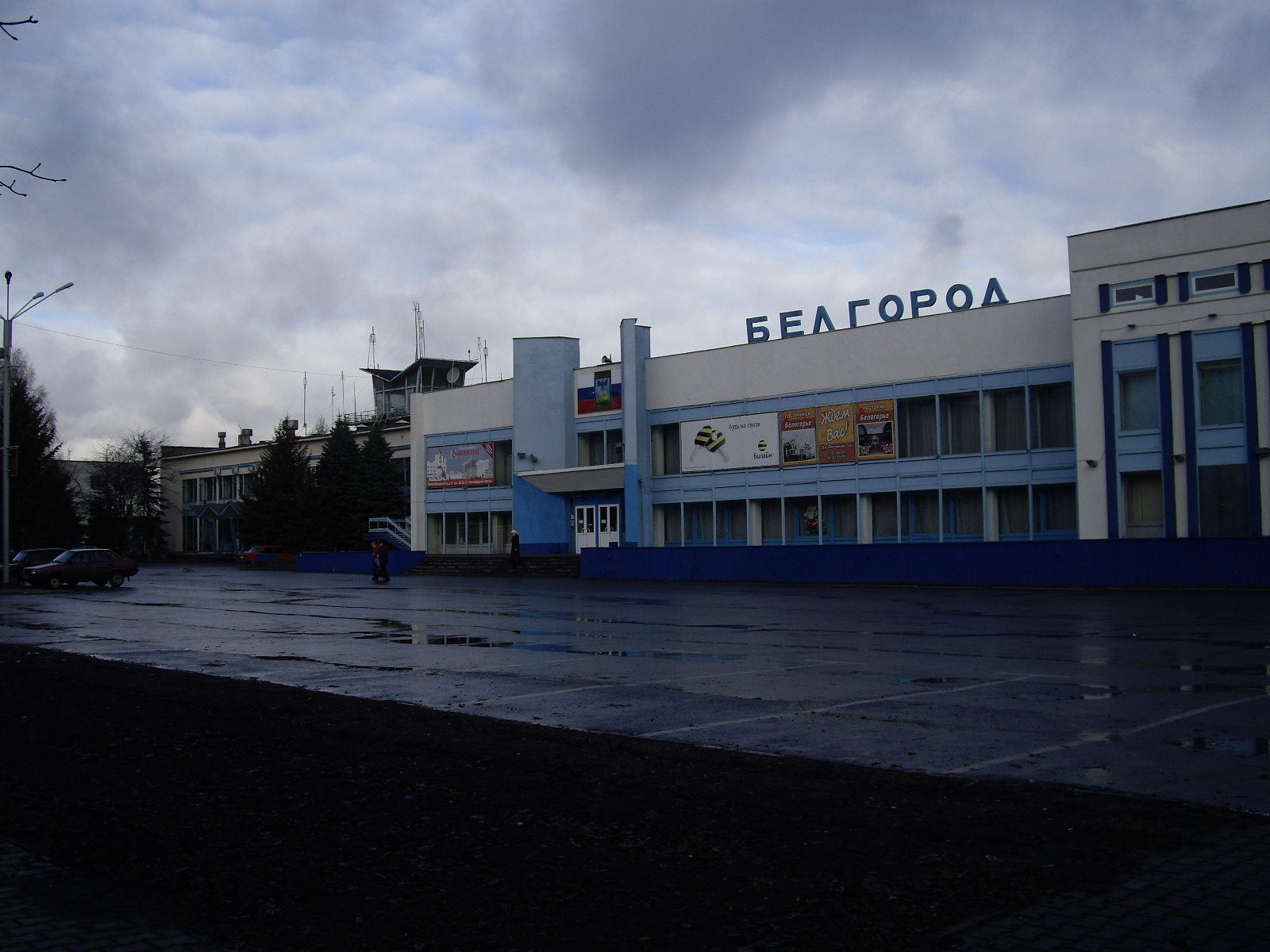
Terminal EGO-A dell'aeroporto di Belgorod nel 2007.

- Agosto 1954 - L'aviazione civile di Belgorod nasce con l'arrivo nella città di tre aerei Polikarpov Po-2 dall'aeroporto di Kursk. Sulla base degli aerei arrivati si crea il Distaccamento Aereo di Belgorod.
- 1957 - l'arrivo degli aerei Yakovlev Yak-12 e l'ampliamento della base della manutenzione tecnica aeroportuale. Il personale conta circa 40 unità tra i tecnici, i piloti ed il personale aeroportuale.
- 1959 - l'arrivo degli aerei Antonov An-2 e la creazione del Distaccamento Aereo Unito di Belgorod. La flotta degli aerei basati a Belgorod conta 5 An-2 e 4 Yak-12. La Belgorodavia inizia i primi voli di linea regionali da Belgorod per Staryj Oskol, Valujki, Vejdelevka, Roven'ki.
- 1968 - l'ampliamento della flotta fino a 30 aerei An-2, l'ampliamento della rete dei voli di linea regionali e della base tecnica aeroportuale.
- 1969 - l'apertura della pista moderna di calcestruzzo all'aeroporto, l'arrivo dei primi aerei Antonov An-24, Yakovlev Yak-40. L'apertura di voli di linea per Kiev, Donec'k, Soči-Adler, Mosca, Anapa-Vitjazevo, Sinferopoli.
- 1974 - l'arrivo degli elicotteri Kamov Ka-26 nella flotta di Belgorodavia. L'ampliamento di rete di voli di linea con l'apertura di voli per Krasnodar, Kursk, Rostov sul Don, Voronež.
- 1975 - l'arrivo dei primi jet sovietici Tupolev Tu-134 e degli aerei regionali Let L 410 a Belgorod. L'inaugurazione di voli di linea per Tjumen', Murmansk, Astrachan', Ekaterinburg, Saratov, Lipeck, Poltava, Mariupol'.
- 1984 - gli aerei della Belgorodavia effettuano i voli di linea nelle città della Ucraina, nei paesi baltici, nella Siberia occidentale e nel Caucaso. Gli aerei Antonov An-2 della compagnia aerea sono impiegati nei lavori di agricoltura in Asia Centrale (Uzbekistan, Kazakistan).
- 1985 - l'inaugurazione della pista aeroportuale dopo i lavori di ricostruzione e di ampliamento. L'arrivo dei primi aerei Tupolev Tu-154 e Ilyushin Il-76 a Belgorod. L'inizio dei voli di linea passeggeri e cargo per Novosibirsk, Chabarovsk, Surgut, Arcangelo-Talagi, San Pietroburgo, Minsk, Leopoli, Odessa, Erevan, Baku, Riga, Kaliningrad, Čeljabinsk.
- 1995 - l'apertura della zona internazionale a Belgorod, l'inaugurazione dei primi voli internazionali per Turchia, Ungheria, Bulgaria, Israele. Inoltre, l'aeroporto di Belgorod gestisce i voli cargo in arrivo da Paesi Bassi, India, Cina, Emirati Arabi Uniti.
- 1998 - l'inizio della crisi dell'aviazione civile con l'uscita dal servizio degli aerei An-2 e Yak-40.
- 2001 - la riapertura dello scalo aeroportuale con i voli di linea con gli aerei Yakovlev Yak-42, Tupolev Tu-134, Tupolev Tu-154 per Mosca, Salechard, Tjumen', Noril'sk, Novyj Urengoj, Nar'jan-Mar, Sovetskij. Inoltre, si riaprono i voli internazionali stagionali per Cipro, Bulgaria, Ungheria, Israele.[2]

## Strategia

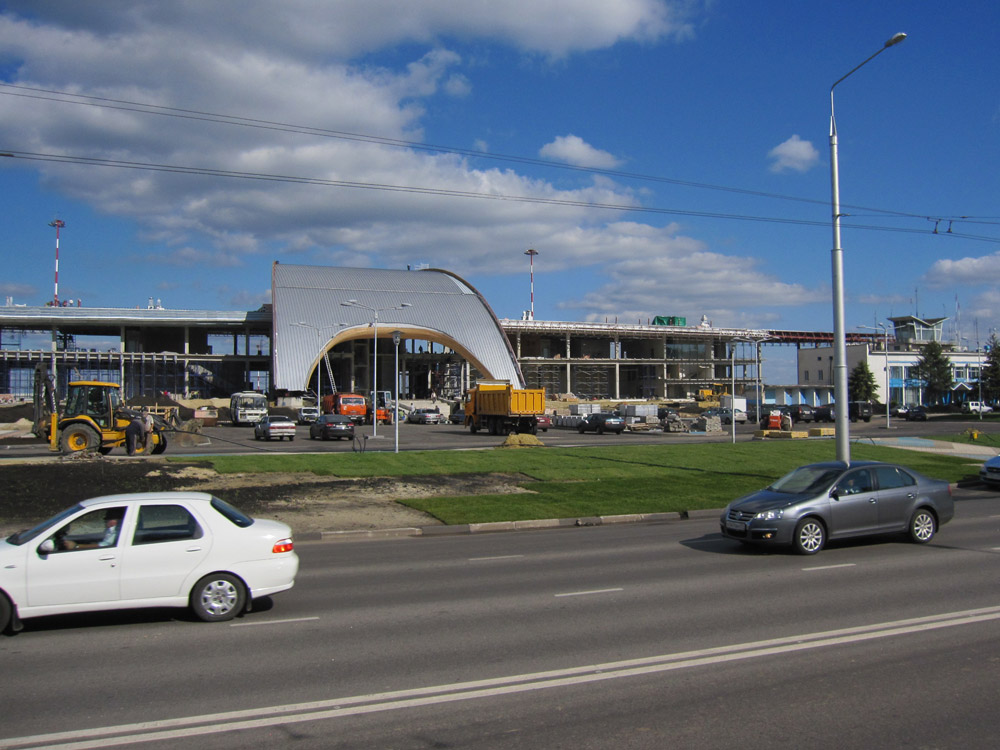
Terminal dell'aeroporto di Belgorod in costruzione nel 2012.

L'aeroporto è la base tecnica e uno degli hub delle compagnie aerea russe Centre-South Airlines e Gazpromavia.
L'aeroporto si trova sulla confine nord-occidentale dell'Ucraina vicino a Charkiv, la città gemellata di Belgorod, che conta ben 1,46 milioni di abitanti. L'aeroporto di Belgorod è utilizzato come scalo aeroportuale per i voli cargo ed anche per i numerosi voli charter internazionali in partenza per Bulgaria, Cipro, Egitto, Israele, Turchia.
Inoltre, l'aeroporto di Belgorod è uno scalo d'emergenza per gli aerei medie e piccoli dimensioni per gli aeroporti di Voronež, Lipeck, Kursk, ma anche per gli aeroporti moscoviti Domodedovo e Vnukovo.

## Dati tecnici
L'aeroporto di Belgorod dotato di una pista attiva di calcestruzzo di 2 300 m x 42 m di classe C che permette il decollo/atterraggio di tutti i tipi degli elicotteri e degli aerei Airbus A320, Antonov An-2, Antonov An-12, Antonov An-24, Antonov An-26, Antonov An-28, Antonov An-30, Antonov An-32, Antonov An-72, Antonov An-74, ATR 42, ATR 72, Dassault Falcon 200, Embraer EMB 120, Ilyushin Il-18, Ilyushin Il-76, Ilyushin Il-114, Let L-410, Saab 340, Saab 2000, Tupolev Tu-134, Tupolev Tu-154, Tupolev Tu-204, Yakovlev Yak-40, Yakovlev Yak-42 con il peso massimo al decollo di 190 tonnellate.
La pista aeroportuale è aperta 24 ore al giorno.
Il parco mezzi dello scalo è composto dagli autobus bielorussi MAZ-171 con capacità di trasporto di 122 passeggeri e dai trattori aeroportuali ZAC100 dell'italiana ATA Modena Tow Tractors.

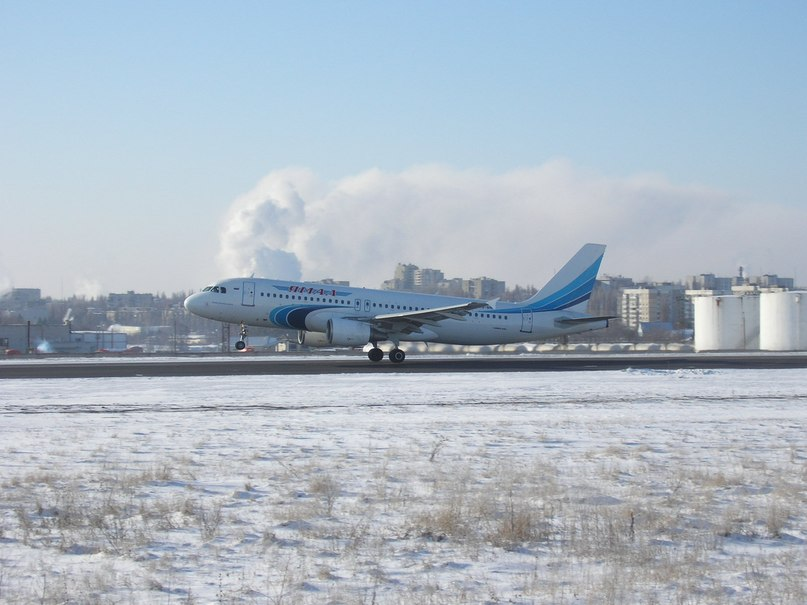
Airbus A-320 della russa Jamal Airlines all'aeroporto di Belgorod.

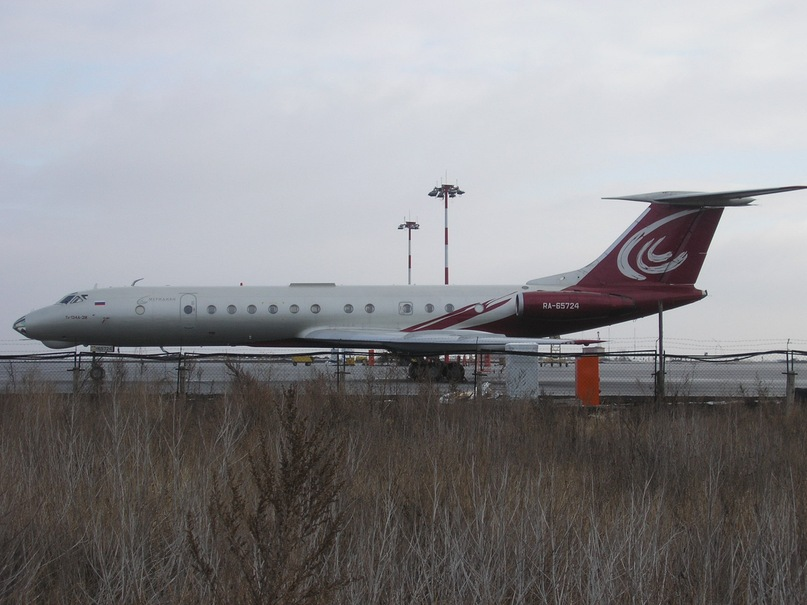
Tupolev Tu-134A-3M nella livrea della Meridian Air all'aeroporto di Belgorod.

## Servizi
L'aeroporto di Belgorod propone i seguenti servizi per i passeggeri:
- Biglietteria con sportello
- Punto informazioni turistiche e prenotazione
- Polizia di frontiera
- Dogana e l'ufficio immigrazione
- Ambulatorio medico e veterinario
- Bar e fast food
- Ristorante
- Banca e cambiavalute
- Edicola
- Ufficio postale
- Servizi igienici
- Capolinea autolinee, interscambio autobus e filobus
- Stazione taxi
- Parcheggio di scambio e di deposito
- Telefono pubblico

## Collegamenti con Belgorod
L'aeroporto si trova in città all'indirizzo Prospettiva Chmel'nickogo, n.166. Il compless aeroportuale è facilmente raggiungibile dalla Stazione di Belgorod delle Ferrovie russe con le linee n.1, n.4 di filobus del trasporto pubblico municipale. Inoltre, l'aeroporto è raggiungibile anche dai distretti cittadini con le linee n.8, n.16, n.19 del trasporto pubblico municipale oppure con le linee n.7, n.8, n.15, n.17, n.25, n.28, n.102c, n.107(p/c), n.111y del trasporto pubblico privato.